# Gbarnga
Gbarnga è una città della Liberia, capoluogo della contea di Bong.